# Какањ (Кистање)
Какањ је насељено мјесто код Кистања, у Далмацији, у Хрватској. Припада општини Кистање, у Шибенско-книнској жупанији, данашња Хрватска. Према Попису становништва у Хрватској 2011, у насељу је живело 49 становника. Према прелиминарним подацима са последњег пописа 2021. године у месту су живела 32 становника.

## Географија
Какањ се налази око 13 км југозападно од Кистања.

## Историја
У Другом светском рату тј. у периоду 1941—43. године село је ушло у састав Краљевине Италије за доба фашистичке управе. Какањ се од распада СФР Југославије до августа 1995. године налазио у Републици Српској Крајини. До територијалне реорганизације у Хрватској насеље се налазило у саставу бивше велике општине Книн.
За време Другог светског рата из села Какањ се у савезничком логору Ел Шату нашло 15 људи.

## Становништво
Према попису становништва из 1991. године, Какањ је имао 192 становника, од чега Срба 191 и 1 осталог. Према попису из 2001. године, ово насељено место је имало 33 становника. или 49 становника. Какањ је насељен Србима из Хрватске.
| Националност       | 1991. | 1981. | 1971. | 1961. |
| Срби               | 191   | 160   | 226   | 261   |
| Југословени        |       | 51    | 5     |       |
| Црногорци          |       | 1     |       |       |
| Хрвати             |       | 1     |       |       |
| остали и непознато | 1     |       | 3     |       |
| Укупно             | 192   | 213   | 234   | 261   |

| Демографија | Демографија | Демографија |
| Година      | Становника  | Становника  |
| ----------- | ----------- | ----------- |
| 1961.       | 261         |             |
| 1971.       | 234         |             |
| 1981.       | 213         |             |
| 1991.       | 192         |             |
| 2001.       | 33          |             |
| 2011.       | 49          |             |

### Родови
У Какњу су до 1995. године живели родови:
- Гајице — православци, славе Ђурђевдан
- Огњеновићи — православци, славе Јовањдан
- Шарићи — православци, славе Никољдан

## Познате личности
- Ратко Гајица, правник и политичар